# Fatma Hassona
Fatma Hassona (àrab: فاطمة حسّونة, Fāṭima Ḥassūna) (Gaza, març de 2000 - Gaza, 16 d'abril de 2025) va ser una fotoperiodista palestina el treball de la qual va documentar la vida civil durant la guerra de Gaza. Va obtenir reconeixement internacional pel seu treball de documentació visceral dels impactes bèl·lics i es va convertir en el tema del documental Put Your Soul on Your Hand and Walk, seleccionat per al Festival de Canes de 2025. Va ser assassinada juntament amb deu familiars en un atac aeri israelià a la seva casa de Gaza el 16 d'abril de 2025.
Hassona tenia el grau de Multimèdia del Col·legi Universitari de Ciències Aplicades de Gaza. Va començar a documentar professionalment la vida a Gaza després de l'escalada de les hostilitats el 7 d'octubre de 2023.
Com una de les poques persones capaces de documentar la guerra després que Israel prohibís l'entrada de periodistes estrangers a Gaza, Hassona va relatar les evacuacions forçades de civils; la destrucció d'infraestructures; les víctimes civils i rituals funeraris; i moments de resiliència, inclosos nens jugant a les ruïnes.
El seu treball va aparèixer a The Guardian i altres mitjans internacionals. El 15 d'abril de 2025, va publicar la seva última història d'Instagram que mostrava una posta de sol a Gaza amb el títol: «És la primera posta de sol en molt de temps».